# Anhalter Platz
Der Anhalter Platz ist ein Platz im Münchner Stadtbezirk 11 Milbertshofen-Am Hart, Stadtteil Am Riesenfeld.

## Beschreibung
Er liegt zwischen Moosacher Straße, Riesenfeldstraße und Motorstraße. An ihm liegt ein Spielplatz. Am Anhalter Platz 3 liegt das Baudenkmal Hochbunker Anhalter Platz.
Er wurde 1932 nach der Provinz Anhalt benannt, die heute Teil des Bundeslandes Sachsen-Anhalt ist.
Bis Mai 1972 endete die Trambahnlinie 7 vom Petuelring kommend am Anhalter Platz.